# Andrew Mitchell (Diplomat, 1708)

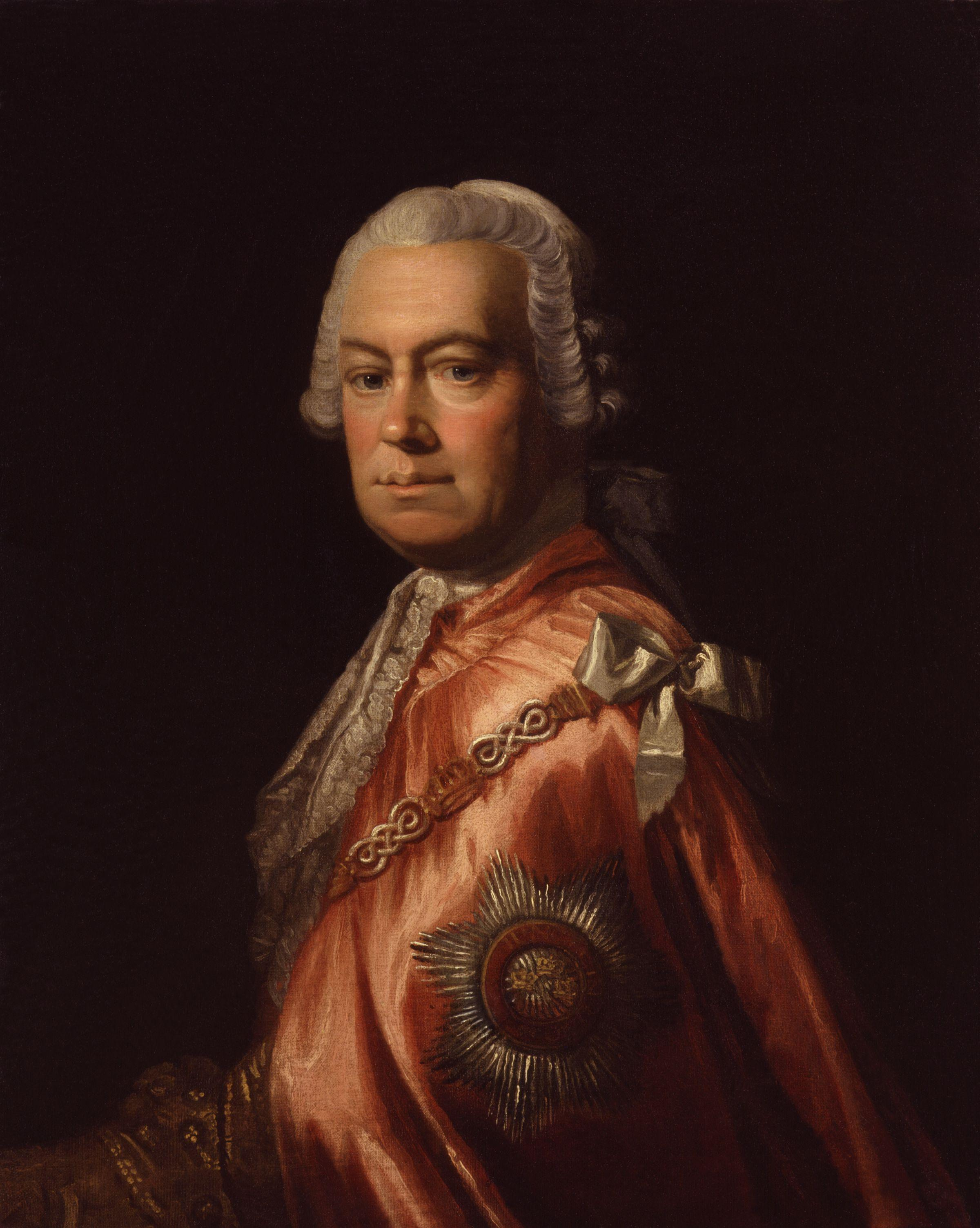
Sir Andrew Mitchell (1708–1771), Gemälde von Allan Ramsay

Sir Andrew Mitchell (* 15. April 1708 in Edinburgh; † 28. Januar 1771 in Berlin) war ein britischer Diplomat, der sich vor allem durch seine Tätigkeit am Hof Friedrichs II. zu Zeiten des Siebenjährigen Krieges hervorgetan hat. Er trug zu Kriegsbeginn wesentlich zum Funktionieren der Allianz zwischen Großbritannien und Preußen bei und begleitete Friedrich II. während des Großteils seiner Feldzüge.

## Leben

### Herkunft und frühe Heirat
Mitchell war eines von drei Geschwistern und der einzige überlebende Sohn von William Mitchell (1670–1727), der einer wohlhabenden Familie von Lairds entstammte, und seiner ersten Frau Margaret Stewart, geb. Cunningham († ca. 1723), Tochter des Lord Provosts von Edinburgh und Witwe eines Rechtsanwalts. Sein Vater spielte eine bedeutende Rolle in der Schottischen Kirche, war nacheinander Minister an der Canongate Kirk und der St Giles’ Cathedral, einer der Königlichen Kaplane und hatte mehreren Generalversammlungen vorgestanden.
Um Wohlstand und Einfluss der Familie weiter zu festigen, wurde Mitchell am 22. Juli 1722 vierzehnjährig mit seiner Cousine Barbara Mitchell (1710–1726) – Erbin des Familienanwesens Thainston in Aberdeenshire – verheiratet. Die Ehe war nur von kurzer Dauer, da seine Frau bei der Geburt einer Tochter starb, die aber auch das Kindesalter nicht überlebte. Mitchell blieb sein weiteres Leben lang unverheiratet. Die Erbschaft von seinem Vater und seiner Frau sowie die Zugehörigkeit zu den Landständen Aberdeens sicherten ihm Einkommen und Einfluss. Besonders seine Verbindungen zum Clan Forbes sollten später in seiner Karriere eine Rolle spielen.

### Studium und Reisen
1723 hatte Mitchell ein Studium der Rechte an der Edinburgh University begonnen, 1725 wurde Referendar bei einem Rechtsanwalt. Im Sommer 1729 reiste er jedoch nach London und begab sich von dort auf seine Grand Tour, die ihn nach Deutschland und in die Niederlande führte. An der Universität Leiden studierte er weitere zwei Semester Recht. Nach einem Aufenthalt in Paris im Juli 1731 reiste er 1732 durch Frankreich südwärts nach Italien, wo er sich achtzehn Monate in Rom aufhielt. Nach einem weiteren Besuch in Paris kehrte er 1735 nach London zurück. Auf seinen Reisen hatte er sich gute Kenntnisse in Französischer und Italienischer Sprache angeeignet und zahlreiche Schriftsteller und Philosophen kennengelernt. Insbesondere mit Montesquieu, den er bereits 1729 in London getroffen hatte, verband ihn eine dauerhafte Freundschaft.
In England nahm Mitchell seine Studien wieder auf und wurde 1736 in Edinburgh als Rechtsanwalt, zwei Jahre später auch als Anwalt für England und Wales („English bar“) zugelassen. 1736 wurde er Mitglied der Royal Society, 1740 Mitglied in deren Ratsversammlung.

### Politische Karriere
1741 brach Mitchell seine juristische Karriere ab, wandte sich der Politik zu und wurde Privatsekretär von John Hay, 4. Marquess of Tweeddale (1695–1762). Als dieser 1742 Secretary of State für Schottland wurde, machte er Mitchell zu seinem Untersekretär. Anfangs auf diesem Posten nicht sonderlich gefordert, änderte sich dies mit dem Zweiten Aufstand der Jakobiten 1745. Auch nach Tweeddales und damit auch seiner Entlassung 1746 blieb Mitchell ein gefragter Berater der Politik, wenn es um die Befriedung Schottlands ging. Durch seine Beziehungen zu den Forbes konnte Mitchell sein politisches Engagement ausbauen. Sir Arthur Forbes verzichtete auf eine Kandidatur in Aberdeenshire und für ihn zog Mitchell 1754 ins Parlament ein, im folgenden Jahr wurde er in Elgin Burghs gewählt. Diesen Wahlkreis vertrat er bis zu seinem Tode 1771.

### Diplomat
Mitchell sah seinen Posten als Abgeordneter in erster Linie als Einstieg in eine Laufbahn in Staatsdiensten, musste aber feststellen, dass ein Weiterkommen für ihn als Schotte nicht einfach war. Er begab sich daher in den diplomatischen Dienst und wurde zwischen 1752 und 1755 als Unterhändler in die Österreichischen Niederlande abgesandt, wo er relativ fruchtlose Verhandlungen über Modifikationen des 1715 erlassenen Barrieretraktats führte.
Obwohl er nun dem Premierminister, dem Duke of Newcastle, direkt unterstand, erfüllten sich Mitchells Hoffnungen auf eine Karriere im Inland nicht. Im April 1756 bekam er auf Vermittlung des Earl of Holderness das Angebot, ständiger Gesandter am preußischen Hof in Berlin zu werden und nahm an.
Mitchell war während des ganzen 18. Jahrhunderts der erfolgreichste britische Diplomat in Berlin. Er erwarb sich durch seine direkte, keineswegs unterwürfige und humorvolle Art sowie das gemeinsame Interesse für Literatur die Wertschätzung Friedrichs II. und gehörte bald zu seinem engeren Freundeskreis. Er begleitete den König auch auf seinen Feldzügen solange es die eigene Gesundheit erlaubte.
Er behielt den Posten bis zu seinem Tode bei. 1760 stieg er vom Minister zum minister-plenipotentiary und 1766 zum envoy-extraordinary and- plenipotentiary auf.

### Siebenjähriger Krieg
In den Anfangsjahren des Siebenjährigen Krieges trug Mitchell entscheidend zum Funktionieren der Allianz zwischen England und Preußen bei. Von 1758 bis 1762 erhielt Preußen alljährlich 670.000 Pfund Subsidien, zudem sicherte eine aus britischen Mitteln finanzierte Observationsarmee das preußische Staatsgebiet im Westen. Trotzdem war das Verhältnis zwischen den Staaten ein misstrauisches. Mitchell versuchte, die Spannungen zu glätten, was ihm von englischer Seite den Vorwurf einbrachte, allzu sehr mit Preußen zu sympathisieren. Dies führte dazu, dass sein Einfluss weitgehend eingeschränkt wurde und die wichtigen Entscheidungen vornehmlich in London gefällt wurden. Ab 1762 wurden die diplomatischen Beziehungen zunehmend kühler, die Subsidienzahlungen ausgesetzt und Friedrich fühlte sich von seinem Verbündeten im Stich gelassen. Mitchell blieb dennoch auf seinem Posten und behielt die Wertschätzung des Königs, war politisch aber bedeutungslos geworden.

### Letzte Jahre
Sein letztes Lebensjahrzehnt verbrachte Mitchell in Berlin und kehrte nur einige Male nach England zurück, als das diplomatische Verhältnis zu Preußen zeitweilig Tiefpunkte erlangte. Seine Hoffnung auf einen Posten in der Heimat erfüllte sich nicht. Immerhin wurde er aber als Knight Companion des Order of the Bath in den Ritterstand erhoben und bekam ab 1765 eine Leibrente von 500 £ zugesprochen. In Berlin hatte er Freundschaft mit zahlreichen Geistesgrößen geschlossen, in deren Gesellschaft er seine Zeit verbrachte. Auch die Freundschaft mit Friedrich II. blieb ihm erhalten. Er starb am 28. Januar 1771 an einer Brustfellentzündung und wurde am 1. Februar in der Dorotheenstädtischen Kirche beigesetzt. Von einigen seiner Freunde – unter ihnen Prinz Heinrich – wurde ihm ein Marmordenkmal errichtet.

## Weiterführende Literatur
- Patrick Francis Doran: Andrew Mitchell and Anglo-Prussian Diplomatic Relations during the Seven Years War. Garland, New York/London 1986, ISBN 0-8240-1915-6.

| Personendaten    | Personendaten       |
| ---------------- | ------------------- |
| NAME             | Mitchell, Andrew    |
| KURZBESCHREIBUNG | britischer Diplomat |
| GEBURTSDATUM     | 15. April 1708      |
| GEBURTSORT       | Edinburgh           |
| STERBEDATUM      | 28. Januar 1771     |
| STERBEORT        | Berlin              |